# Битва при Ваді аль-Хазнадарі
Битва при Ваді аль-Хазнадарі (також відома як третя битва при Хомсі) — битва, що відбулась 22 грудня 1299 року між монгольською армією ільхана Газана та мамлюкським військом. Мамлюки зазнали нищівної поразки.

## Передісторія
1299 року ільхан Газан вторгся до Сирії. Двадцятитисячна армія Газан-хана перетнула Євфрат і захопила Халеб, а потім з'єдналась із загонами вірменського царя Хетума II. Султан Єгипту зустрів армію Газана на північному сході від Хомса в місцині Ваді аль-Хазнадар 22 грудня 1299 року.

## Перебіг битви
Битву почала піхота мамлюків, яка атакувала монголів. Останні кинули на мамлюків важку кінноту, натомість їхні лучники обстрілювали противника з відстані. Запекла битва тривала майже весь день і завершилась повним розгромом мамлюків.
Частина військ ільхана відокремилась від основних сил та з метою винищення переслідувала мамлюків до Гази.

## Наслідки
Після перемоги Газан-хан захопив Хомс і вирушив до Дамаска, захопивши його на початку 1300 року. Однак того ж року через напади Чагатаїдів на Керман і Фарс ільхан з основним військом повернувся до Ірану, й мамлюки знову зайняли Дамаск.